# Dennis Nilsson
Dennis Nilsson (* 21. März 1976 in Vålberg) ist ein schwedischer Dartspieler.

## Karriere
Nilsson nimmt seit 2006 an internationalen Turnieren der World Darts Federation (WDF) und British Darts Organisation (BDO) teil. Er erreichte unter anderem zwei Achtelfinale, bevor er in der Qualifikation zur BDO World Darts Championship 2008 klar ausschied. Sein Major-Debüt gab Nilsson beim World Masters 2007, wo er in der dritten Runde gegen Brian Woods ausschied. Im März 2008 erreichte er das Finale der Schwedischen Darts-Meisterschaft, das er gegen Kenneth Hogwall verlor.
Beim World Masters 2008 schied Nilsson in der zweiten Runde mit 2:3 gegen Kevin Münch aus. Bei den Swedish Open 2009 erreichte Nilsson das Halbfinale. Beim World Masters 2009 schlug Nilsson Stuart Kellet und Alan Reynolds für einen Einzug in die vierte Runde, in der er mit 2:3 Stephen Bunting unterlag. Kurz darauf war Nilsson erstmals Teil des Schwedischen Teams beim WDF World Cup 2009, wo er im Einzel die zweite Runde erreichte.
Im November 2009 versuchte sich Nilsson über den Schwedischen Qualifier erstmals für eine PDC-WM zu qualifizieren, scheiterte aber im Achtelfinale. Im März 2010 stand Nilsson erneut im Finale der Schwedischen Meisterschaft, unterlag hier Magnus Caris. Beim WDF Europe Cup 2010 kam Nilsson bis ins Achtelfinale. Im März 2011 konnte Nilsson dann erstmals die Schwedische Meisterschaft gegen Goran Klemme gewinnen. Beim WDF World Cup 2011 schied Nilsson erst im Achtelfinale des Einzels gegen den späteren Goldmedaillengewinner Scott Waites aus.
Im November 2011 qualifizierte sich Nilsson über den Schwedischen Qualifier für die PDC World Darts Championship 2012. Dabei musste er zunächst in die Vorrunde, wo er mit 2:4 gegen Haruki Muramatsu unterlag. Kurz darauf wurde Nilsson zum World Cup of Darts 2012 eingeladen, wo er an der Seite von Magnus Caris Schweden vertrat. In der ersten Runde gewannen sie mit 5:2 gegen Muramatsu und Morihiro Hashimoto aus Japan. In der zweiten Runde schieden die beiden gegen die Belgier Kim Huybrechts und Kurt van de Rijck mit 1:3 aus. Beim World Masters 2012 schied Nilsson in der dritten Runde gegen James Wilson aus.
Im August 2013 verlor Nilsson das Finale der Swedish Open mit 1:5 gegen Jeffrey de Graaf. Beim WDF World Cup 2013 gewinnt Nilsson lediglich ein Einzel, bevor er gegen Wayne Warren unterliegt. Dafür erreicht er beim World Masters 2013 das Achtelfinale. Dafür besiegt er Andy Fordham mit 3:2, Gary Elliott mit 3:1, Alan Norris mit 3:2, Vladimir Andersen mit 3:2 und Martin Atkins mit 3:2. Im Achtelfinale unterlag er schließlich mit 0:3 Danny Noppert.
2014 nahm Nilsson unter anderem an zwei den Turnieren der Scandinavian Darts Corporation (SDC) teil. Er erreichte dabei ein Viertelfinale. Ebenfalls ins Viertelfinale kam er bei den Finnish Open im Mai, bevor er beim WDF Europe Cup 2014 bereits im zweiten Spiel ausschied. 2015 konnte er bei der SDC erstmals ein Finale erreichen. Bei Turnier Nummer zwei unterlag er mit 3:6 gegen Kim Viljanen. Es folgte ein weiteres Halbfinale, sonst blieb Nilsson in diesem Jahr eher unter dem Radar.
Im Januar 2016 unterlag er erneut im Finale der SDC, dieses Mal mit 4:6 gegen Per Laursen. Insgesamt stand er in diesem Jahr bei sechs von acht Turnieren unter den letzten Acht und beendete die SDC Order of Merit auf Rang sechs. Außerdem gewann er die Finnish Masters im Mai gegen Steve Lennon und die Baltic Cup Open im September gegen Ricky Nauman. So qualifizierte sich Nilsson in diesem Jahr auch als Regionaler Spieler erstmals für die BDO World Darts Championship 2017. In der Vorrunde traf er dabei auf Ryan Joyce, gegen den er jedoch keinen Satz für sich entscheiden konnte. Die darauffolgende Zeit blieb Nilsson auf der SDC Tour, die nun PDC Nordic & Baltic Pro Tour hieß, präsent. Bei den Iceland Open im April unterlag er im Finale seinem Landsmann Peter Sajwani. Dafür gewann er im Mai sowohl bei Lithuania Open als auch Vilnius Open seine nächsten WDF-Titel.
Eine Woche später gewann er erstmals ein Turnier der PDC Nordic und Baltic Tour. Mit 6:3 siegte er in Oslo gegen Per Laursen im Finale. Als Regionaler Qualifikant nahm Nilsson erneut eine Woche später an der BDO World Trophy 2017 teil. Mit 3:6 unterlag er jedoch Darius Labanauskas in Runde eins. Im August qualifizierte er sich über den Nordic & Baltic Qualifier erstmals für ein Turnier der European Darts Tour. Ende September spielte er bei den International Darts Open 2017 in Riesa mit. Völlig überraschend besiegte er dabei zunächst Steve Beaton, dann die beiden gesetzten Profis Daryl Gurney und Dave Chisnall mit jeweils 6:5 und zog somit ins Viertelfinale ein. Hier unterlag er mit 2:6 Ron Meulenkamp. Für diesen Erfolg strich er 4.000 Pfund Sterling ein. Die Nordic & Baltic Order of Merit 2017 beendete Nilsson auf Rang drei und schrammte somit knapp an einer Qualifikation für die PDC World Darts Championship 2018 vorbei.
Dafür nahm er an der BDO World Darts Championship 2018 als Regionaler Qualifikant teil. In der Vorrunde besiegte er hierbei Jeffrey Sparidaans mit 3:0 und gewann somit erstmals ein Spiel bei einer Weltmeisterschaft. Auch Jim Williams hatte er in der ersten Runde dicht an einer Niederlage und führte mit 2:0, verlor aber letztendlich mit 2:3.
Nilsson nahm kurz darauf an der PDC Qualifying School teil, verfehlte die Tour Card jedoch klar. Auch bei den UK Open Qualifiers 2018 war er wenig erfolgreich. Dafür gewann er beim zweiten Wochenende der PDC Challenge Tour 2018 das siebte Turnier. Mit 5:2 besiegte er im Finale Harry Ward. Er rückte daraufhin auch mehrfach zu den Players Championships 2028 nach, konnte hier jedoch maximal ein Spiel pro Turnier gewinnen.
Im Juni stand Nilsson an der Seite von Daniel Larsson für Schweden beim World Cup of Darts 2018 auf der Bühne. Bereits in der ersten Runde schieden die beiden jedoch gegen Max Hopp und Martin Schindler aus Deutschland mit 3:5 aus. Bei den Danish Darts Open 2018 spielte Nilsson drei Wochen später seine zweite European Tour-Teilnahme. Dieses Mal unterlag er bereits in Runde eins gegen Ricky Evans. Auf der Challenge Tour erreichte Nilsson noch zwei Achtelfinale.
Bei der Q-School 2019 errang Nilsson erneut klar keine Tour Card. Über die Challenge Tour 2018 qualifizierte er sich jedoch erstmals für die UK Open 2019. In der ersten Runde traf er auf Madars Razma und verlor mit 2:6. Im März gewann er das zweite PDC Nordic & Baltic-Turnier in Dänemark mit 6:5, ebenfalls gegen Razma. Mehrfach qualifizierte er sich außerdem für die European Darts Tour 2019. Einmal, bei den Dutch Darts Masters stand er nach Siegen über Erik Hol und Jonny Clayton im Achtelfinale, in welchem er klar Glen Durrant unterlag. Direkt danach nahm er zusammen mit Magnus Caris zum dritten Mal am World Cup of Darts 2019 teil. In der ersten Runde besiegten sie mit 5:1 Diogo Portela und Arthur Valle aus Brasilien, bevor beide ihre Einzel gegen Gary Anderson und Peter Wright aus Schottland verloren und somit im Achtelfinale ausschieden.
Bei den WDF-Turnieren Swedish Open und Swedish Classic im August war Nilsson ebenfalls anzutreffen. Die Swedish Open gewann er dabei im Finale gegen Wayne Warren mit 6:1.
Bei der Q-School 2020 erreichte er am zweiten Tag das Finale, in dem er mit 3:5 Mike De Decker unterlag, und am vierten Tag das Achtelfinale. Er beendete die European Q-School Order of Merit auf Rang 12, was nicht reichte, um eine Tour Card zu erringen. Im darauffolgenden durch die COVID-19-Pandemie bestimmten Jahr konnte Nilsson nur wenige Turniere spielen. Beim World Cup of Darts 2020 nahm er mit Daniel Larsson zusammen teil. Sie unterlagen jedoch ohne Leggewinn gegen die Griechen John Michael und Veniamin Symeonidis. 2021 konzentrierte sich Nilsson auf die Nordic-&-Baltic-Tour, wo er mehrere Viertelfinale und ein Halbfinale erreichte. 2022 konnte er letztlich an zwei European Tour-Turnieren teilnehmen, für die er sich bereits in den Vorjahren qualifiziert hatte. Bei den Denmark Open im Mai erreichte Nilsson das Viertelfinale. Kurz darauf stand er im Finale der Kaunas Open, welches er mit 0:5 gegen John Scott verlor. Auch bei den Lithuania Open ging es für Nilsson ins Halbfinale. Im Juni gewann er Turnier vier der aktuellen PDCNB-Tour mit 6:1 gegen Madars Razma. Bei den Swedish Open im August zog Nilsson ins Halbfinale ein.
Ende September war Nilsson Teil des schwedischen Teams beim WDF Europe Cup 2022. Im Doppel erreichte er dabei das Achtelfinale, für das Team ging es bis ins Halbfinale. Im November gewann er die Riga Open der WDF im Finale gegen Ricky Nauman. Bei den Nordic Darts Masters 2023 verlor er in Runde eins knapp gegen Peter Wright. Ende April schied er bei den Denmark Masters im Halbfinale aus. Beim World Cup of Darts 2023 nahm Nilsson an der Seite von Oskar Lukasiak teil. Sie gewannen dabei in ihrer Vorrundengruppe sowohl gegen die gesetzten Schweizer, als auch knapp gegen Italien und zogen somit in die K.-o.-Phase ein. Zunächst wurden sie gegen Matt Campbell und Jeff Smith aus Kanada gelost. Die Schweden gewannen mit 8:5 und zogen somit ins Viertelfinale ein. Erst hier wurden sie von den späteren Turniersiegern Gerwyn Price und Jonny Clayton aus Wales mit 5:8 gestoppt.
Anfang September schaffte es Nilsson ins Halbfinale der Finnish Masters. Beim WDF World Cup 2023 war Nilsson ebenfalls Teil des schwedischen Teams. Wie ein Jahr zuvor beim Europe Cup schafften sie es im Team ins Halbfinale.
Anfang Dezember 2023 nahm Nilsson erstmals an der WDF World Darts Championship 2023 teil, für die er sich bereits im Vorjahr qualifiziert hatte, die jedoch immer wieder verschoben wurde. Er gewann dabei das erste Spiel gegen Jordan Brooks ohne Probleme mit 2:0 und konnte auch in der zweiten Runde den an Position vier gesetzten James Hurrell mit 3:2 im Last-Leg-Decider besiegen. Im Achtelfinale besiegte er Alexander Merkx mit 3:1 und zog somit ins Viertelfinale ein. Auch hier war Nilsson erfolgreich, mit 4:1 (wobei er jeden Satz mit 3:2 gewann außer einen, den er mit 0:3 verlor) besiegte er Wesley Plaisier. Im Halbfinale traf er daraufhin auf den Topgesetzten Andy Baetens und verlor mit 2:5. Für diesen Erfolg erhielt Nilsson 10.000 Pfund Preisgeld.
Im Mai stand Nilsson bei den Denmark Open im Viertelfinale und dem Nordic Cup Open im Halbfinale. Auch beim Nordic Darts Masters 2024 nahm Nilsson teil. Er verlor auch diesmal in Runde eins. Mit 3:6 unterlag er Dimitri Van den Bergh. Im Oktober 2024  spielte sich Nilsson in die Runde der letzten 32, indem er unter anderem Brian Raman mit 5:1 besiegte. Sein letztes Spiel verlor er knapp gegen Carlo van Peer mit 4:5.
Bei seiner zweiten Teilnahme an der WDF World Darts Championship 2024 stieg Nilsson in der ersten Runde ein. In der ersten Runde besiegte er den Australier Howard Jones mit 2:0, woraufhin er in der zweiten Runde auf den gesetzten Gary Stone traf. Trotz zwischenzeitlicher 2:1-Führung gab Nilsson das Spiel in den letzten zwei Sätzen noch aus der Hand.
Mitte Januar reiste Nilsson nach Las Vegas und nahm an den dort stattfindenden WDF-Turnieren teil. Er erreichte hierbei beim Las Vegas Classic das Halbfinale, dass er mit 2:4 gegen Chris Lim verlor. Bei den Estonia Open im April konnte Nilsson den Sieg erringen. Bei den Denmark Open Anfang Mai schied er im Viertelfinale gegen Daniel Bauerdick aus. Am gleichen Wochenende spielte sich Nilsson dafür beim Denmark Masters ins Finale, welches er jedoch mit 0:6 klar gegen Corné Groeneveld verlor. Ein Halbfinale erreichte Nilsson außerdem bei den Finnish Open.

## Weltmeisterschaftsresultate

### BDO
- 2017: Vorrunde (0:3-Niederlage gegen  Ryan Joyce)
- 2018: 1. Runde (2:3-Niederlage gegen  Jim Williams)

### PDC
- 2012: Vorrunde (2:4-Niederlage gegen  Haruki Muramatsu)

### WDF
- 2023: Halbfinale (2:5-Niederlage gegen  Andy Baetens)
- 2024: 2. Runde (2:3-Niederlage gegen  Gary Stone)

## Titel

### WDF
- Bronze-Turniere:
  - Riga Open: (1) 2022
  - Estonia Open: (1) 2025
- Weitere Turniere:
  - Baltic Cup Open: (1) 2016
  - Finnish Masters: (1) 2016
  - Lithuania Open: (1) 2017
  - Vilnius Open: (1) 2017
  - Swedish Open: (1) 2019

### PDC
- Secondary Tour Events:
  - PDC Challenge Tour
    - PDC Challenge Tour 2018: 7